# Кузница (Польша)
Кузница ( пол. Kuźnica  ; ранее Кузница Белостоцкая ) — деревня в Польше, на реке Лососна. Расположен в 15 км к северо-востоку от Сокулки, в 54 км к северо-востоку от Белостока, недалеко от белорусско-польской границы. Входит в состав Сокульского повета Подляского воеводства, усадьба сельской гмины Кузница. Пограничная железнодорожная станция на линии Белосток — Гродно.

## История

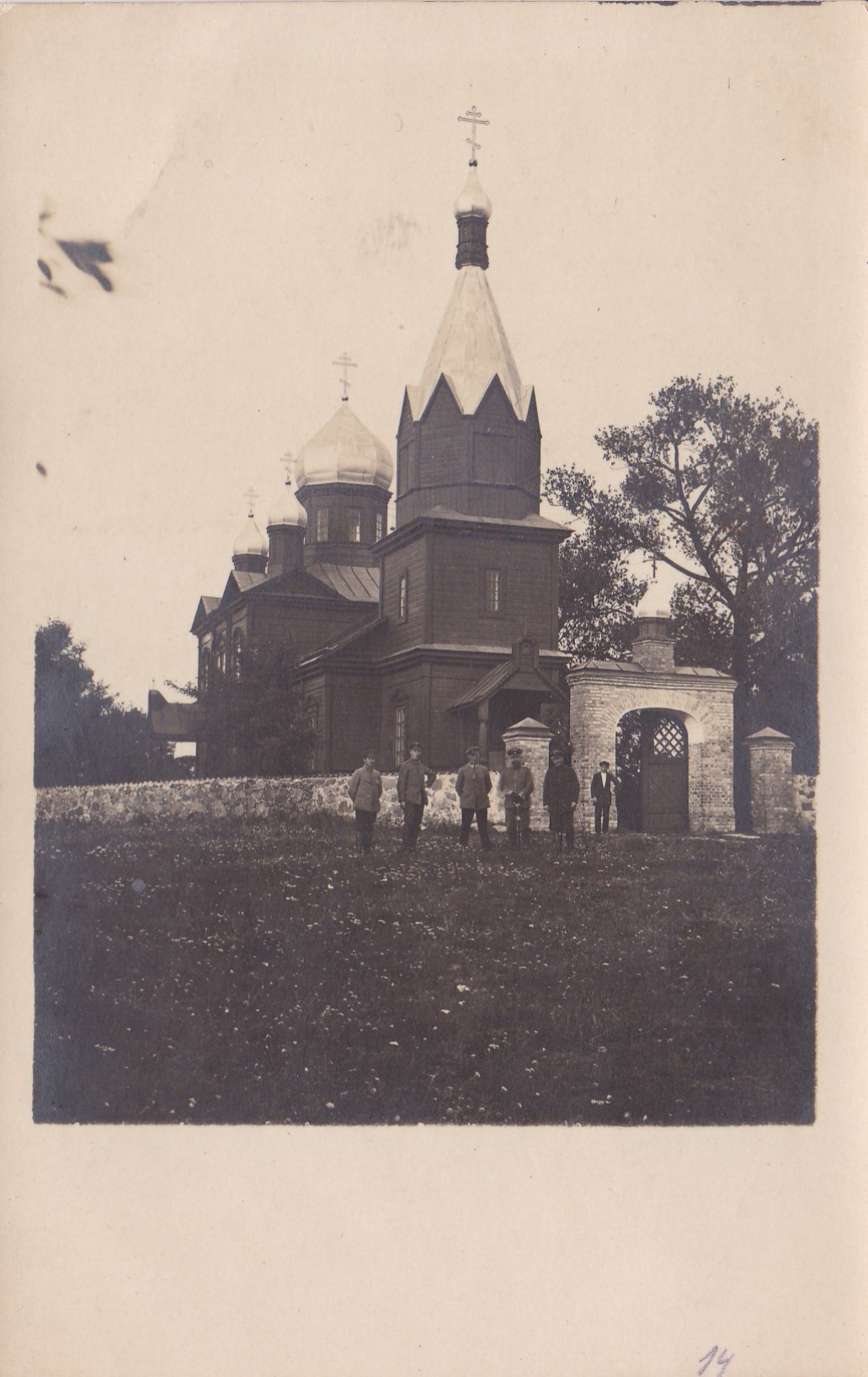
Церковь, 1915-18 гг.

### Великое Княжество Литовское
Около 1504 г. на берегу реки Лососна была основана рудня, при которой вскоре возникла казенное село. В 1536 году Юрий Зеляпука основал здесь местечку Кузницу, входивший в состав Гродненского повета Трокского воеводства. 12 июня 1546 года королева и великая княгиня Бона Сфорца даровали Кузнице торговую привилегию (считается, что существовала привилегия магдебургского права ). В 1545 году в местечке был построен костёл.

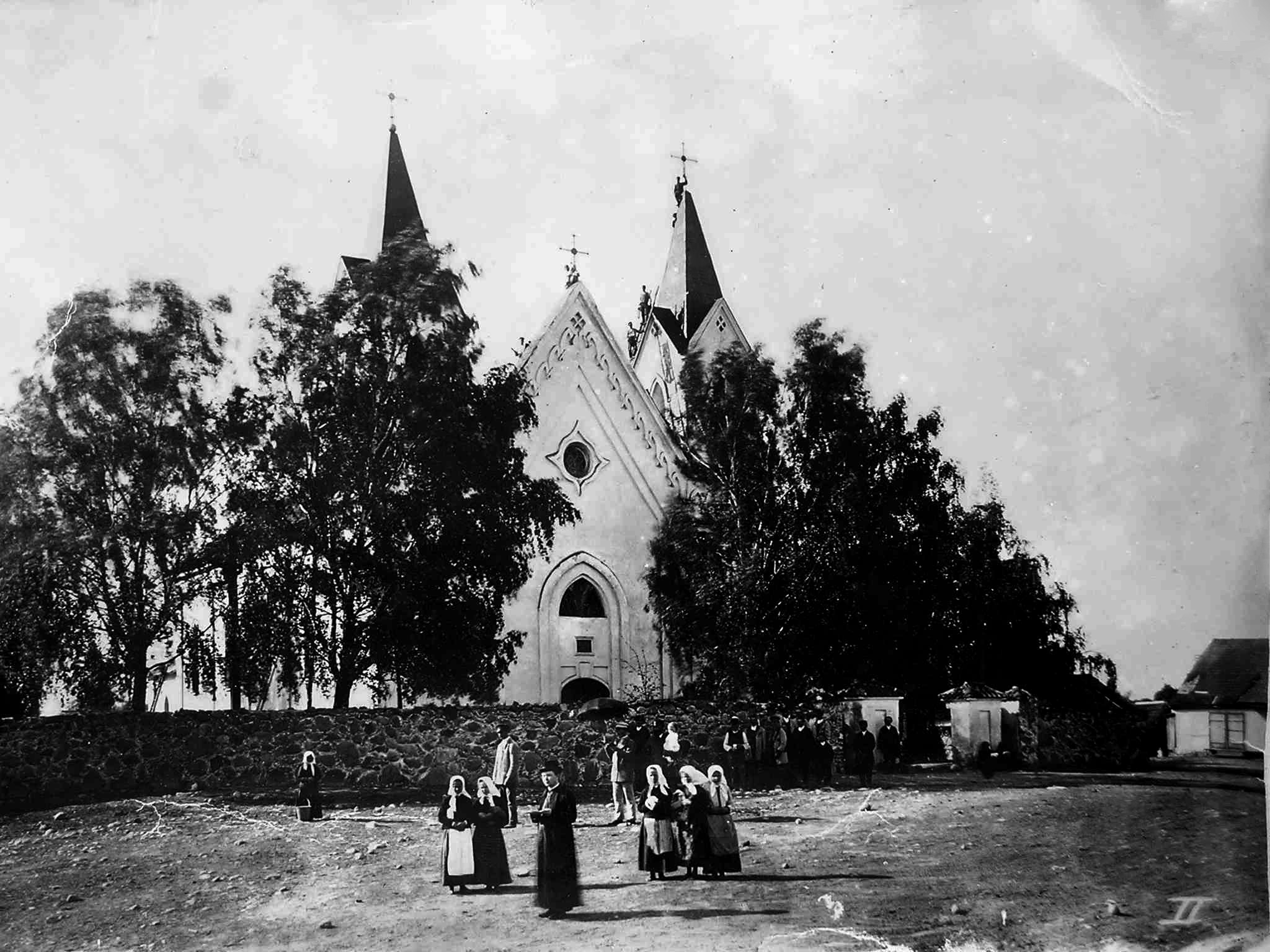
Костёл, около 1900 г.

В 1679 году в Кузнице существовал Рынок и 4 улицы. В 1731 году владелец Кузнице подкоморий гродненский Казимир Мацура передал имение Супрасльскому монастырю с условием основания в городе василианского монастыря.

### Под властью Российской империи
В результате третьего раздела Речи Посполитой (1795) Кузница вошла в состав Российской империи, в Гродненский уезд Гродненской губернии. 8 июня 1808 года она получила официальный статус заштатного города.
27 февраля 1875 года появился проект герба Кузнице: серебряный щит с изображением кузнечного молота в красном поле, на котором располагается девять золотых подков.

### Новейшее время
25 марта 1918 года согласно Третьей Конституционной грамоте Кузница была объявлена частью Белорусской Народной Республики. 1 января 1919 года в соответствии с постановлением I съезда Коммунистической партии Белоруссии вошла в состав Белорусской ССР. По Рижскому мирному договору 1921 года Кузница входила в состав межвоенной Польской Республики, в Гродненском повете Белостокского воеводства. В 1930 году статус поселка был понижен до деревни.
С началом Второй мировой войны, 15 сентября 1939 года, Кузница была оккупирована войсками Третьего рейха, но уже через неделю поселок был передан СССР по пакту Молотова — Риббентропа. В ноябре 1939 года Кузница вошла в состав БССР, центр Кузницкого сельсовета Соколковского района Белостокской области. С июня 1941 до сентября 1944 года деревня вновь была под немецкой оккупацией. 16 августа 1945 года власти СССР передали Кузницу Польской Народной Республике.

## Население
- 19 век : ~ 1884 г. - 1083 человека, в том числе 445 католиков, 38 православных и 438 евреев
- XXI век : 2013 г. — 1767 чел.

## Достопримечательности
- Церковь Божьего Промысла (1907—1913)
- Кладбище: католическое, еврейское

### Утраченные памятники
- Церковь Александра Невского (2-я половина 19 века; кирпичная стена )

## Известные люди
- Михаил Коялович (1828-1891) - историк, славянофил.
- Иосиф Воронко (1891—1952) — белорусский политический деятель, первый председатель Народного секретариата Белорусской Народной Республики.